# Сучу-де-Сус
Сучу-де-Сус (рум. Suciu de Sus) — село у повіті Марамуреш в Румунії. Адміністративний центр комуни Сучу-де-Сус.
Село розташоване на відстані 368 км на північний захід від Бухареста, 43 км на південний схід від Бая-Маре, 80 км на північний схід від Клуж-Напоки.

## Населення
За даними перепису населення 2002 року у селі проживали 2562 особи.
Національний склад населення села:
| Національність | Кількість осіб | Відсоток |
| -------------- | -------------- | -------- |
| румуни         | 2455           | 95,8%    |
| цигани         | 96             | 3,7%     |
| угорці         | 10             | 0,4%     |

Рідною мовою назвали:
| Мова      | Кількість осіб | Відсоток |
| --------- | -------------- | -------- |
| румунська | 2555           | 99,7%    |
| угорська  | 7              | 0,3%     |

## Галерея

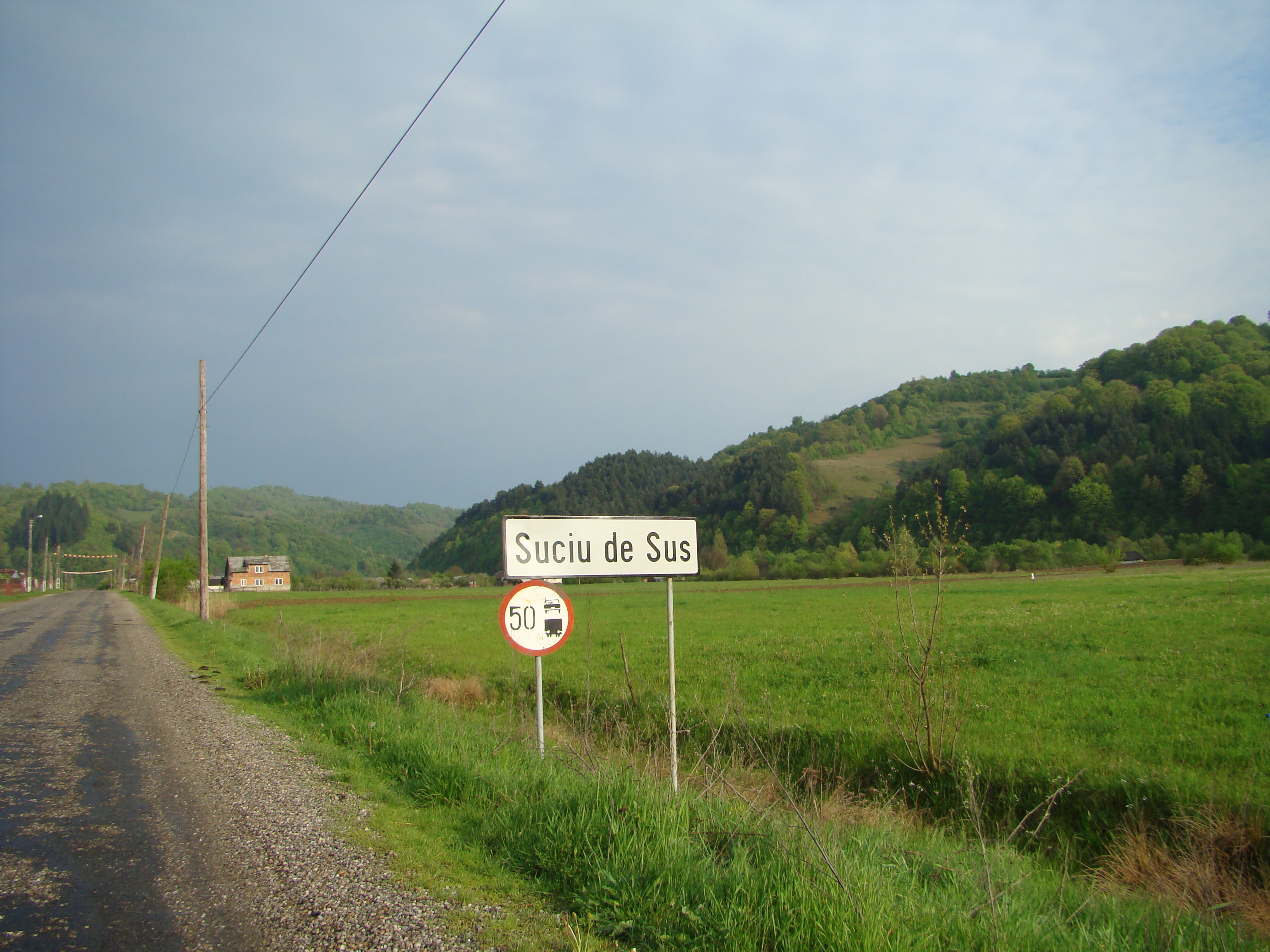
В'їзд до Сучу-де-Сус
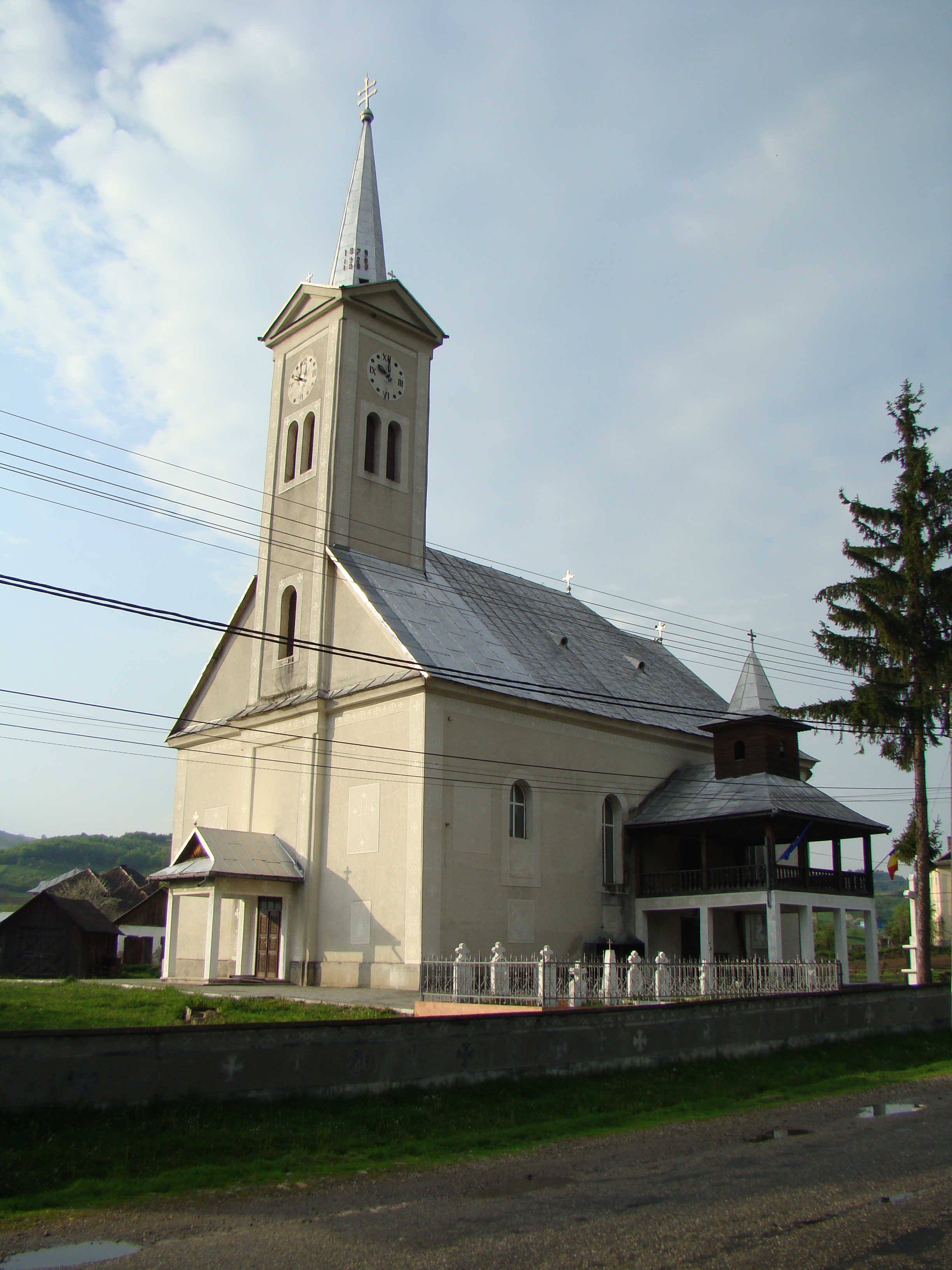
Православна церква (Сучу-де-Сус)
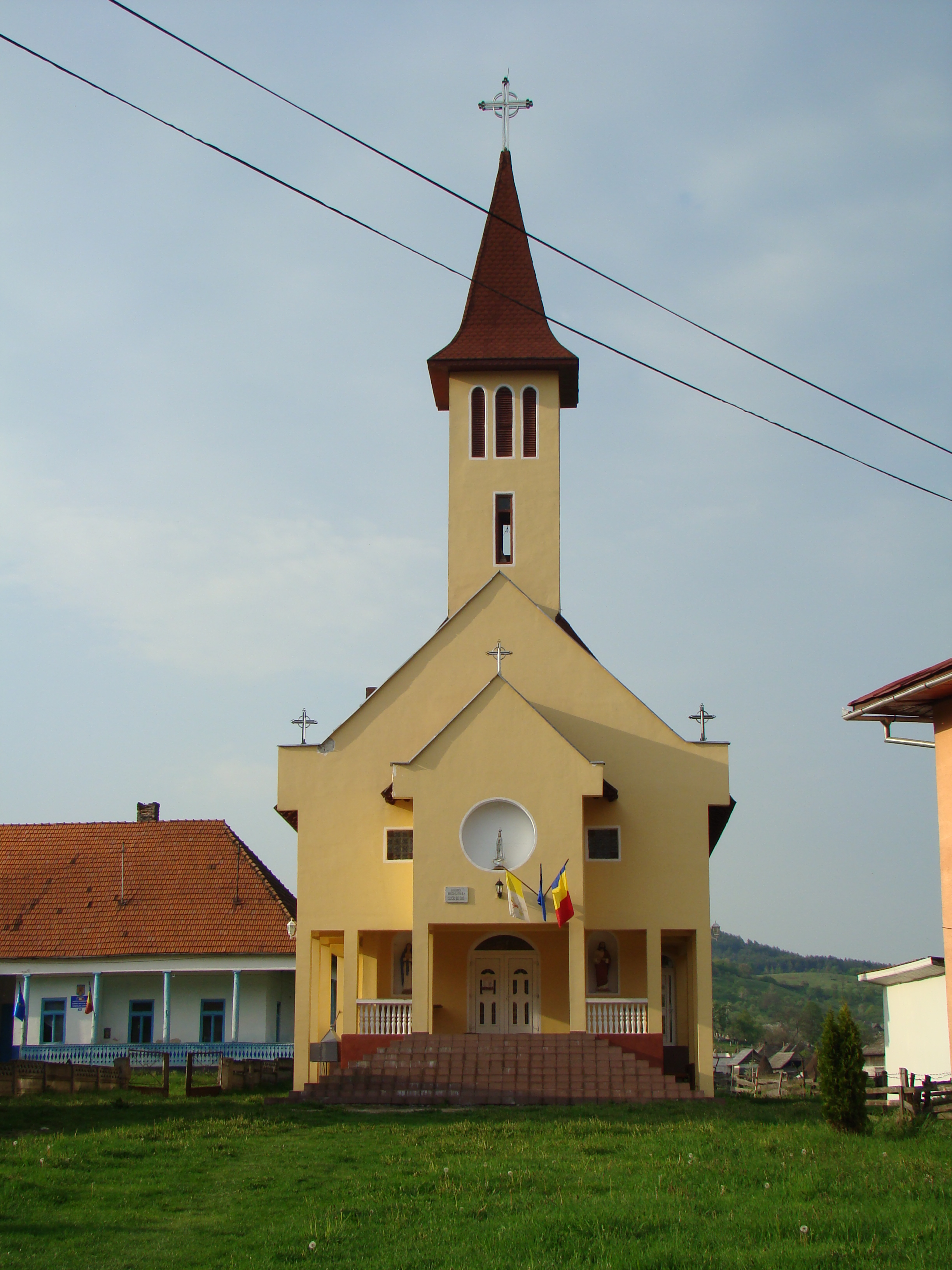
Греко-католицька церква (Сучу-де-Сус)
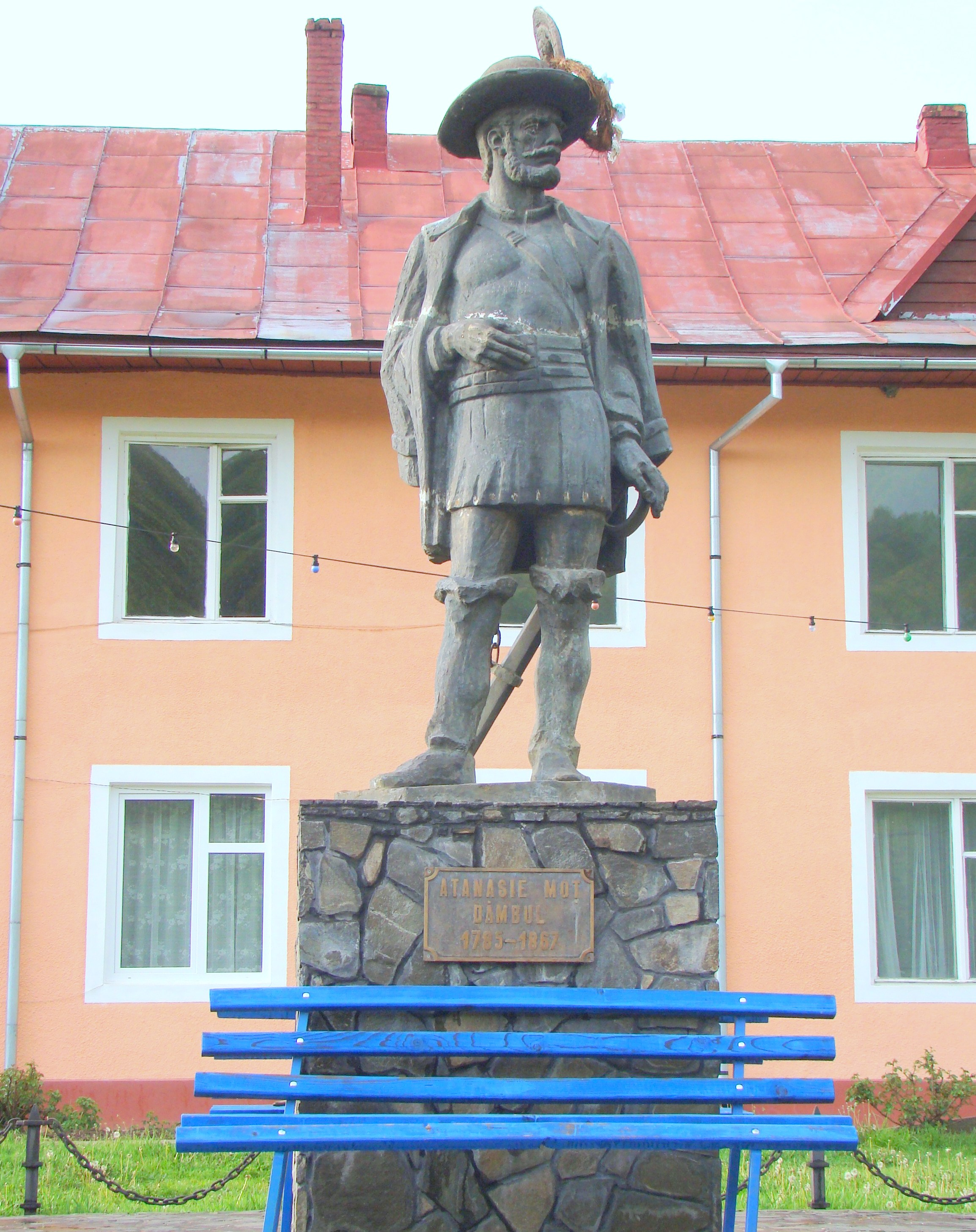
Статуя місцевого героя Трансильванської революції 1848 року (Сучу-де-Сус)